# Coulmier-le-Sec
Coulmier-le-Sec är en kommun i departementet Côte-d'Or i regionen Bourgogne-Franche-Comté i östra Frankrike. Kommunen ligger i kantonen Châtillon-sur-Seine som tillhör arrondissementet Montbard. År 2022 hade Coulmier-le-Sec 240 invånare.

## Befolkningsutveckling
Antalet invånare i kommunen Coulmier-le-Sec
Referens:INSEE